# Wreckfest 2
Wreckfest 2 es un próximo videojuego de carreras desarrollado por Bugbear Entertainment y publicado por THQ Nordic. Es una secuela de Wreckfest, y está previsto que se lance en Microsoft Windows, PlayStation 5 y Xbox Series X/S.

## Jugabilidad
Wreckfest 2 contará con una física mejorada gracias a su motor mejorado, ROMU. Al igual que su predecesor, el juego proporcionará varias personalizaciones a los vehículos. Además de los modos un jugador y multijugador, se admitirá un modo pantalla dividida local.

## Desarrollo y lanzamiento
El juego se anunció en agosto de 2024 como una secuela del videojuego de 2018 Wreckfest. Bugbear Entertainment y THQ Nordic vuelven a trabajar en el juego. Está previsto que se lance en Windows, PlayStation 5 y Xbox Series X/S.